# Wybory do Parlamentu Europejskiego w Austrii w 2004 roku
Wybory do Parlamentu Europejskiego w Austrii w 2004 roku zostały przeprowadzone 13 czerwca 2004. Austriacy wybrali 18 przedstawicieli do Parlamentu Europejskiego VI kadencji (o 3 mniej niż w poprzednich wyborach). Wybory wygrała Socjaldemokratyczna Partia Austrii, zdobywając 33,33% głosów i 7 miejsc w PE. Największe straty odnotowała współrządząca Wolnościowa Partia Austrii. Głosząca hasła antykorupcyjne Lista Hansa Petera Martina uplasowała się na trzecim miejscu, zdobywając 2 mandaty.

## Wyniki wyborów
- Uprawnionych do głosowania: 6 049 129
- Liczba oddanych głosów/frekwencja: 2 566 639 (42,43%)
- Głosy ważne: 2 500 610 (97,4%)
- Głosy nieważne: 66 029 (2,6%)

| Lista wyborcza                           | Głosy     | %     | Zmiana | Miejsca | Zmiana |
| ---------------------------------------- | --------- | ----- | ------ | ------- | ------ |
| Socjaldemokratyczna Partia Austrii (SPÖ) | 833 517   | 33,33 | +1,6   | 7       | –      |
| Austriacka Partia Ludowa (ÖVP)           | 817 716   | 32,70 | +2,0   | 6       | –1     |
| Lista Hansa Petera Martina               | 349 696   | 13,98 | –      | 2       | +2     |
| Zieloni                                  | 322 429   | 12,89 | +3,6   | 2       | –      |
| Wolnościowa Partia Austrii (FPÖ)         | 157 722   | 6,31  | –17,1  | 1       | –4     |
| Pozostałe                                | 19 530    | 0,78  | –      | –       | –      |
| Razem                                    | 2 566 639 | –     | –      | 18      | –3     |